# ابی پرت
ابی پرت (انگلیسی: Abbie Pratt; ۲۱ مارس ۱۸۵۹ – ۲۶ ژوئن ۱۹۳۸) گلف‌باز اهل ایالات متحده آمریکا بود.